# Ligne Gakunan
La ligne Gakunan (岳南線, Gakunan-sen) est l'unique ligne ferroviaire de la compagnie Gakunan Electric Train située à Fuji, dans la préfecture de Shizuoka au Japon. Elle relie la gare de Yoshiwara à celle de Gakunan-Enoo.

## Histoire
La ligne est ouverte le 5 août 1936 comme ligne industrielle. Les services voyageurs commencent en 1948.

## Caractéristiques

### Ligne
- longueur :  9,2 km
- écartement des voies : 1 067 mm
- nombre de voies : voie unique
- électrification : courant continu 1 500 V par caténaire

### Liste des gares
| Numéro | Gare             | Nom japonais | Distance (km) | Correspondances      | Localisation |
| ------ | ---------------- | ------------ | ------------- | -------------------- | ------------ |
| GD01   | Yoshiwara        | 吉原         | 0             | JR Central : Tōkaidō | Fuji         |
| GD02   | Jatco-mae        | ジヤトコ前   | 2,3           |                      | Fuji         |
| GD03   | Yoshiwara-honchō | 吉原本町     | 2,7           |                      | Fuji         |
| GD04   | Hon-Yoshiwara    | 本吉原       | 3,0           |                      | Fuji         |
| GD05   | Gakunan-Harada   | 岳南原田     | 4,4           |                      | Fuji         |
| GD06   | Hina             | 比奈         | 5,4           |                      | Fuji         |
| GD07   | Gakunan-Fujioka  | 岳南富士岡   | 6,4           |                      | Fuji         |
| GD08   | Sudo             | 須津         | 7,3           |                      | Fuji         |
| GD09   | Kamiya           | 神谷         | 8,2           |                      | Fuji         |
| GD10   | Gakunan-Enoo     | 岳南江尾     | 9,2           |                      | Fuji         |